# Parco nazionale Øvre Anárjohka
Il parco nazionale Øvre Anárjohka è un parco nazionale della Norvegia, nella contea di Finnmark. È stato istituito nel 1975 e occupa una superficie di 1.390 km².